# Castelijn & Beerens
Castelijn & Beerens is een bedrijf in Waalwijk dat luxe lederen producten maakt. Het bedrijf is opgericht in 1945 door Walter Castelijn, stikmeester en Marinus Beerens, leerstanser. In de beginperiode maakte het bedrijf riemen, handtassen, schooltassen en diplomatenmappen. Het overgebleven leer dat niet meer verwerkt kon worden werd dan gebruikt voor horlogebandjes en portemonnees. Door de uitvinding van de "Porto Quick" (een magneetje onder het leer wat het muntvakje dichthield) is het bedrijf zich bezig gaan houden met de kleine lederwaren. De laatste jaren is er toch weer een collectie tassen bij gekomen.

## Gouden koe
In 2009 heeft Castelijn & Beerens de onderscheiding gouden koe in ontvangst mogen nemen. De gouden koe is een jaarlijkse onderscheiding voor een persoon of onderneming die zich verdienstelijk maakt voor de schoen-, lederwaren- en lederbranche. 

## Notes
1. ↑  Fashion United, C-B wint gouden koe, 14 december 2009. Gearchiveerd op 11 oktober 2017.